# Hypnos 69
Hypnos 69 — психодел-прогрессив-рок-группа из Бельгии.

## История
Hypnos 69 была образована в конце 80-х братьями Стивом и Дэйвом Хотмейрс. Первоначально группа должна была называться Starfall, но позже в 1995 году название было изменено на «Hypnos 69». В состав группы входили Дэйв Хотмейрс (ударные) и Том Ванлер (бас).
В 2000-м году «Hypnos 69» выпустили первый альбом на бельгийском лейбле «Rock`n Roll Radio». Альбом назывался «Wherever Time Has Shared It’s Trust» и был выпущен на 10-дюймовом EP-виниле. Первый CD также вышел на лейбле «Rock`n Roll Radio» в 2002 и назывался «Timeline Traveller». Группа гастролировала с этим альбомом по Германии, Голландии, Франции и Чешской Республике.
Когда группа представила свой второй полноценный CD «Promise of a New Moon» в 2003, Стивен Маркс был приглашен в группу на временное сотрудничество, став через некоторое время постоянным её участником.
В октябре 2004 группа подписывает контракт с немецким лейблом ElektroHasch. Их третьим CD стал «Intrigue of Perception», выпущенный в ноябре 2004.
В 2006 году после продолжительного турне по Скандинавии, Германии, Голландии, Франции, Швейцарии, Австрии и Италии группа записала альбом «Eclectic Measure». Оформление было сделано итальянским художником Malleus.
В ноябре 2006 года группа прекратила творческую деятельность из-за внутренних разладов, но шесть месяцев спустя они решили уйти в турне. Осенью 2007 Hypnos 69 гастролировал с альбомом «Eclectic Measure» по Европе.

## Альбомы
- 2002 — The Timeline Traveller — RocknRollRadio
- 2004 — Promise Of A New Moon — RocknRollRadio/Konkurrent
- 2004 — The Intrigue Of Perception — ElektroHasch/Sonic Rendezvous
- 2006 — The Eclectic Measure — ElektroHasch/Sonic Rendezvous
- 2006 — Timeline Traveller (переиздание) — ElektroHasch/Sonic Rendezvous
- 2010 — Legacy — ElectroHasch[2][3]

## Мини-альбомы
- 2000 — Where All the Ends Unite (10") — RocknRollRadio;
- 2000 — Wherever Time Has Shared It’s Trust — RocknRollRadio;
- 2003 — MONKEY3/HYPNOS 69 Split — RocknRollRadio/ElectroHasch.

## Участники
- Steve Houtmeyers — электро- и акустическая гитара, вокал, синтезатор;
- Dave Houtmeyers — ударные, перкуссия;
- Tom Vanlaer — бас;
- Steven Marx — вокал, саксофон, мелотрон.